# Torre della Castagna
(Dino Compagni, Cronica delle cose occorrenti ne' tempi suoi)
La torre della Castagna, detta anche Bocca di ferro è una delle antiche torri del centro storico di Firenze, tra le meglio conservate, situata in piazza San Martino all'angolo con via Dante Alighieri.

## Storia e descrizione
La torre è molto antica ed ha una storia molto varia. Già edificata nel 1038 venne donata in quella data dall'imperatore Corrado II ai monaci dell'attigua Badia Fiorentina, a difesa del monastero stesso. Fu il primo luogo di riunione dei priori di Firenze dal 1282 fino alla realizzazione del palazzo dei Priori (oggi palazzo Vecchio) (la storica funzione è testimoniata anche da una targa moderna su via Alighieri). Il nome deriverebbe infatti dalle castagne che essi usavano mettere in particolari sacchetti durante le votazioni. Vi è una curiosa coincidenza tra il fatto che a Firenze si usassero castagne per le votazioni, il fatto che in fiorentino le castagne lesse siano chiamate ballotte, e il termine ballottaggio, che i dizionari etimologici fanno risalire alla parola francese ballottage, a sua volta der. dall’ital. ballotta con il significato di pallottola; in partic., quella usata anticamente nelle assemblee, e nelle magistrature collegiali, per dare il voto, v. http://www.treccani.it/vocabolario/ballotta2/. La torre, grazie alla sua origine "al di sopra delle parti" venne risparmiata dalla scapitozzatura nella seconda metà del XIII secolo.

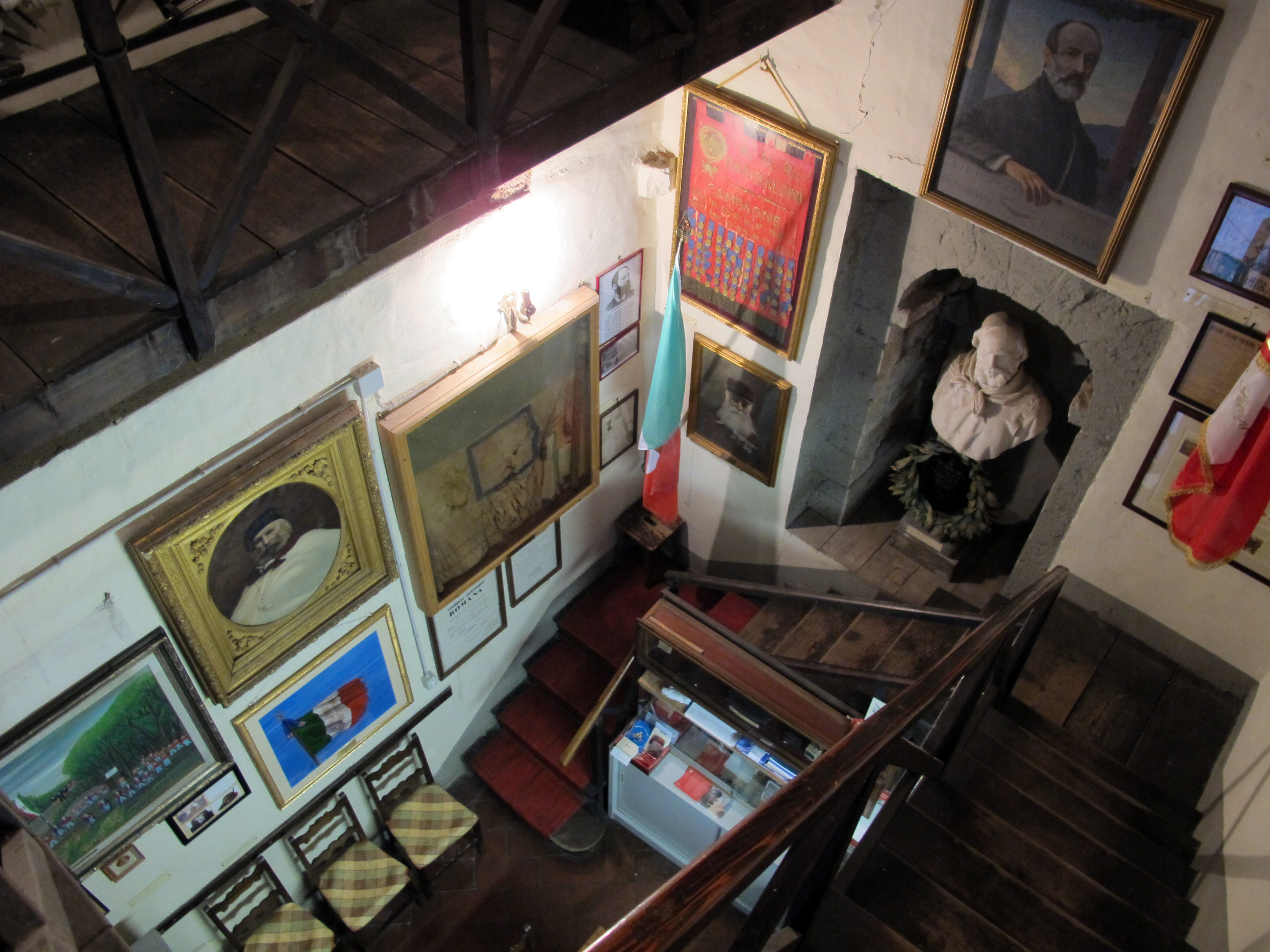
Il museo garibaldino all'interno

La torre è a base quadrangolare ed è piuttosto alta e slanciata. Un restauro del 1921 l'ha riportata alle forme più antiche. Oggi il pian terreno e il primo piano (con un mezzanino) sono di proprietà dell'Associazione Nazionale Veterani e Reduci Garibaldini, che vi ha allestito all'interno anche un piccolo museo di cimeli risorgimentali, visitabile il giovedì pomeriggio. I piani superiori appartengono all'attiguo Tribunale di Firenze e non sono visitabili.
Il portale al pian terreno presenta il doppio arco, chiamato anche senese. A destra è presente una lapide menziona il quarto paragrafo del primo libro della Cronica di Dino Compagni che menziona la torre, mentre su via Alighieri una seconda, grande lapide ricorda il ruolo di sede delle riunioni del governo dei priori nella torre.
La torre si trova sul lato nord davanti al museo Casa di Dante. In realtà il museo non si trova nelle case degli Alighieri, ma incorpora altri edifici medievali come la torre dei Giuochi. Le vere case degli Alighieri erano a destra della torre della Castagna, ma ormai non hanno più tracce del loro aspetto medievale.